# Zarma
Cet article concerne la langue zarma. Pour le peuple zarma, voir Zarmas.
Le zarma (Zarma Ciine) est l'une des principales langues de l'empire songhaï avec deux millions de locuteurs. Il est parlé au Niger, au Nigeria, au Burkina Faso, au Mali, au Soudan, au Bénin et au Ghana. Le songhaï est une langue de l'Afrique de l'ouest parlée dans la vallée du Niger depuis Djenné au Mali jusqu'aux pays baribas au nord du Bénin. Il a été parlé par une population nombreuse qui a joué un rôle considérable dans l'histoire de l'Afrique.

## Classification
Selon la classification des langues africaines, le zarma est classé dans la famille des langues nilo-sahariennes, songhaï méridional.

## Statut
Deuxième langue nationale du Niger, le songhaï est la langue dominante dans la partie occidentale du Niger, parlée par un quart de la population du pays.

## Dialectes
On peut constater plusieurs formes dialectales dont l'intercompréhension est presque complète.
- Kourteï ciine; le parler du peuple Kourteï entre Tillaberi et Say
- Wogo ciine; le parler du peuple Wogo de la vallée du Niger à Boura au Mali, îles de la région de Tillabéri et d'Ayorou (au Niger), et à Kala‑kala (Zaria) au Nigéria.
- Songhoyboro Ciine; le parler de Fada'Ngourma au Burkina Faso, de Téra, et sur la rive gauche dans la ville de Tillaberi, Gotheye, et Karma de Niger.
- Zarma ciine; le parler du peuple Zarmas de la rive gauche du Niger dans les régions de Zarmaganda, et Zarmatarey.
- Dendi ciine; le parler des Dendi Boros qui peuplent la partie sud du pays qui fait frontière avec le Benin.

## Écriture

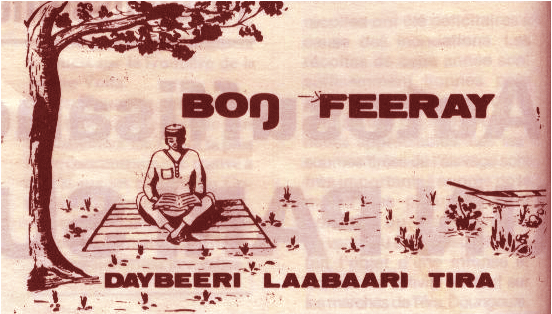
En-tête d'un journal rural en zarma.

Le songhaï dont le zarma est un dialecte a été et est écrit avec plusieurs systèmes d’écritures, dont l’alphabet arabe adjami et plusieurs variantes de l’alphabet latin. De nombreux manuscrits ont été écrits en langue songhaï à l'aide de l'alphabet arabe. Aujourd'hui le zarma est officiellement écrit avec l'alphabet latin.
| Capitales     | A   | B   | C    | D   | E   | F   | G   | H   | I   | J    | K   | L   |  |  |  |  |  |  |  |  |  |  |  |
| Minuscules    | a   | b   | c    | d   | e   | f   | g   | h   | i   | j    | k   | l   |  |  |  |  |  |  |  |  |  |  |  |
| Prononciation | /a/ | /b/ | /dʒ/ | /d/ | /e/ | /f/ | /g/ | /h/ | /i/ | /dʒ/ | /k/ | /l/ |  |  |  |  |  |  |  |  |  |  |  |
|               |     |     |      |     |     |     |     |     |     |      |     |     |  |  |  |  |  |  |  |  |  |  |  |
| Capitales     | M   | N   | Ɲ    | Ŋ   | O   | P   | R   | S   | U   | W    | Y   | Z   |  |  |  |  |  |  |  |  |  |  |  |
| Minuscules    | m   | n   | ɲ    | ŋ   | o   | p   | r   | s   | u   | w    | y   | z   |  |  |  |  |  |  |  |  |  |  |  |
| Prononciation | /m/ | /n/ | /ɲ/  | /ŋ/ | /o/ | /p/ | /r/ | /s/ | /u/ | /w/  | /j/ | /z/ |  |  |  |  |  |  |  |  |  |  |  |

### Vocabulaire
| Zarma           | Prononciation standard | Français                                                          |
| --------------- | ---------------------- | ----------------------------------------------------------------- |
| fofo            | fofo                   | salut, merci                                                      |
| foo             | foo                    | salut                                                             |
| ni kani baani   | ni kani baani          | bonjour                                                           |
| ni foy baani    | ni foy baani           | bon après-midi                                                    |
| ni wicira baani | ni witchira baani      | bonsoir                                                           |
| baani samay no  | baani samay no         | tout va bien (c'est la réponse utile pour toutes les salutations) |
| ay              | ay                     | moi                                                               |
| ni              | ni                     | toi                                                               |
| ay gaba ni      | ay gaba ni             | je t'aime                                                         |
| alboro          | alboro                 | homme                                                             |
| alborey         | alborey                | les hommes                                                        |
| weyboro         | weyboro                | femme                                                             |
| wayborey        | wayborey               | les femmes                                                        |
| ka              | ka                     | vient                                                             |
| koy             | koy                    | va                                                                |
| ay gono         | ay gono                | je suis là                                                        |